# Asparagus hirsutus
Asparagus hirsutus är en sparrisväxtart som beskrevs av S.M.Burrows. Asparagus hirsutus ingår i släktet sparrisar, och familjen sparrisväxter. Inga underarter finns listade i Catalogue of Life.